# Liste der Naturdenkmale in Weeze

Gemeindewappen Weeze

Die Liste der Naturdenkmale in Weeze enthält die Naturdenkmale aus dem Landschaftsplan Nr. 10 des Kreis Kleve. Rechtskraft seit 16. Januar 1988. (Stand 2004)
In ihr sind besondere Bäume, Baumgruppen und eine Binnendüne an 17 verschiedenen Standorten gelistet. Sie beeindrucken durch ihre Schönheit, Eigenart und Seltenheit oder sind aus wissenschaftlichen, kulturhistorischen oder ökologischen Gründen von Bedeutung. Durch den Geltungsbereich stehen darin auch einige Naturdenkmale aus Kevelaer.
| Denkmal-Nummer | Ort / Lage | Bezeichnung des ND                           | Anzahl | Art                                            | Eingetragen seit | Schutzgrund                                                                                         | Beschreibung | Bild |
| -------------- | --- | -------------------------------------------- | ------ | ---------------------------------------------- | ---------------- | --------------------------------------------------------------------------------------------------- | --- | --- |
| ND 3.2.1       | Weeze-Kalbeck Auf einem Acker am Höst-Vornicker-Weg 15 Karte                                                                    | 1 Winterlinde – Tilia cordata                | 1      | Winterlinde (Tilia cordata)                    | 1988             | Seltenheit Eigenart Schönheit                                                                       | Umfang: 360 cm Höhe: ca. 2 m Kronendurchmesser: ca.9 m | BW |
| ND 3.2.2       | Weeze-Kalbeck Vor dem Heishof in Kalbeck,Kalbecker Weg 27, zwischen Teich und Fluss Niers Karte                                 | 2 Esskastanien – Castanea sativa             | 2      | Edelkastanie (Castanea sativa)                 | 1988             | Seltenheit Eigenart Schönheit                                                                       | Höhe: ca. 10 m bzw. 18 m Kronendurchmesser: ca.15 m bzw. 10 m | BW |
| ND 3.2.3       | Weeze-: am Sportplatz TSV Weeze, Gocher Str. / Uedemer Str. 1 Karte                                                             | 1 Stieleiche – Quercus robur                 | 1      | Stieleiche (Quercus robur)                     | 1988             | Seltenheit Eigenart Schönheit                                                                       | Umfang: 455 cm Höhe: ca. 18 m Kronendurchmesser: ca. 16 m | BW |
| ND 3.2.4       | Weeze-: Uedemer Str. / Vorselaer, 15 m westlich des evangelischen Friedhofs Karte                                               | 1 Stieleiche – Quercus robur (Zigeunereiche) | 1      | Stieleiche (Quercus robur)                     | 1988             | Seltenheit Eigenart Schönheit                                                                       | Umfang: 380 cm Höhe: ca. 18 m Kronendurchmesser: ca.10 m | [[Vorlage:Bilderwunsch/code!/C:51.63153,6.2038!/D:1 Stieleiche – Quercus robur (Zigeunereiche), Uedemer Str. / Vorselaer, 15 m westlich des evangelischen Friedhofs!/\|BW]] |
| ND 3.2.5       | Weeze-Kalbeck am Saarbrocksweg Karte                                                                                            | Stieleiche – Quercus robur                   | 1      | Stieleiche (Quercus robur)                     | 1988             | Seltenheit Eigenart Schönheit                                                                       | Umfang: 248 cm Höhe: ca. 28 m | BW |
| ND 3.2.6       | Weeze-: Vorselaer, am Niers-Altarm, 300 m östlich Wasserwerk Krähenbusch Karte                                                  | Rotbuche – Fagus sylvatica                   | 1      | Rotbuche (Fagus sylvatica)                     | 1988             | Seltenheit Eigenart Schönheit                                                                       | Umfang: 397 cm Höhe: ca.32 m | BW |
| ND 3.2.7       | Weeze-Kalbeck Schlübecksweg, Nähe Schloss Kalbeck Karte                                                                         | 2 Winterlinden – Tilia cordata               | 2      | Winterlinde (Tilia cordata)                    | 1988             | Seltenheit Eigenart Schönheit                                                                       | Umfang: je ca. 310 cm Höhe: je ca. 20 m Kronendurchmesser: je ca. 12 m                                                                                             | BW |
| ND 3.2.8       | Weeze-Kalbeck Kalbeck, südlich der Steinberger Ley Karte                                                                        | 1 Stieleiche – Quercus robur                 | 1      | Stieleiche (Quercus robur)                     | 1988             | Seltenheit Eigenart Schönheit                                                                       | Umfang: 420 cm Höhe: ca. 20 m Kronendurchmesser: ca. 22 m | BW |
| ND 3.2.10      | Weeze-: Vorselaer, am Niers-Altarm, 500 m nördlich Kambeckshof Karte                                                            | Stieleiche – Quercus robur                   | 1      | Stieleiche (Quercus robur)                     | 1988             | Seltenheit Eigenart Schönheit                                                                       | Umfang: ca. 435 cm Höhe: ca. 20 m Kronendurchmesser: ca. 20 m | BW |
| ND 3.2.11      | Weeze-Wissen 100 m westlich Trüpphof am Scheppersweg, 200 m nördlich der L464 Karte                                             | 1 Stieleiche – Quercus robur (Trüppeiche)    | 1      | Stieleiche (Quercus robur)                     | 1988             | Seltenheit Eigenart Schönheit                                                                       | Umfang: ca. 615 cm Höhe: ca. 28 m Kronendurchmesser: ca.20 m Der Baum hat einen leicht schrägen Stamm und ausgeprägte Wurzeln. Die Krone ist nicht besonders groß. | [[Vorlage:Bilderwunsch/code!/C:51.620958,6.236137!/D:1 Stieleiche – Quercus robur (Trüppeiche), 100 m westlich Trüpphof am Scheppersweg, 200 m nördlich der L464!/\|BW]]    |
| ND 3.2.12      | Weeze-Kalbeck auf einer Wiese in der Nähe der Endtschestrasse Karte                                                             | 1 Stieleiche – Quercus robur (Löweneiche)    | 1      | Stieleiche (Quercus robur)                     | 1988             | Seltenheit Eigenart Schönheit                                                                       | Umfang: ca. 640 cm Höhe: ca.12,5 m Kronendurchmesser: ca. 16 m Die Knorrige Kopfeiche wurde etwa um das Jahr 1600 gepflanzt.                                       | mehr Fotos \| Fotos hochladen |
| ND 3.2.13      | Kevelaer-Kervendonk Groten Reyshof, Schloss-Wissener-Straße 8 Karte                                                             | Baumgruppe – 1 Linde, 2 Ahorne               | 3      | 1 × Linde (Tilia spec.) 2 × Ahorn (Acer spec.) | 1988             | Seltenheit Eigenart Schönheit                                                                       | Ahorne: Umfang: ca. 183 cm bzw. 210 cm Höhe: ca. 14 m bzw. 16 m | BW |
| ND 3.2.14      | Kevelaer-Kervendonk östlich des Hauses Grotendonker Straße 46 / Schraeveler Straße, Nähe Ferienpark Campingplatz Kevelaer Karte | 1 Winterlinde – Tilia cordata                | 1      | Winterlinde (Tilia cordata)                    | 1988             | Seltenheit Eigenart Schönheit                                                                       | Umfang: ca. 345 cm Höhe: ca. 30 m | BW |
| ND 3.2.15      | Kevelaer-Winnekendonk Alte Ziegelei, Am Michelsweg Karte                                                                        | 1 Stieleiche – Quercus robur                 | 1      | Stieleiche (Quercus robur)                     | 1988             | Seltenheit Eigenart Schönheit                                                                       | Umfang: 340 cm Höhe: ca. 15 m | BW |
| ND 3.2.16      | Kevelaer-Kervendonk 200 m nordöstl. des Michelshofes Flur:11 Flurstück:41                                                       | 1 Mispel – Mespilus germanica                | 1      | Mispel (Mespilus germanica)                    | 1988             | Seltenheit Eigenart Schönheit                                                                       | Höhe: ca. 4 m mehrstämmiger Baum | Direkt Bild zu diesem Denkmal hochladen |
| ND 3.2.17      | Kevelaer-Winnekendonk östlich Bronkshof, Kervenheimer Straße / Winnekendonker Straße Karte                                      | 1 Winterlinde – Tilia cordata                | 1      | Winterlinde (Tilia cordata)                    | 1988             | Seltenheit Eigenart Schönheit                                                                       | Umfang: ca. 345 cm Höhe: ca. 20 m | BW |
| ND 3.2.18      | Kevelaer-Winnekendonk Im Wald, Wissener Weg, nordöstlich der Jugendherberge Kevelaer Karte                                      | Dünenreste in der Schravelnschen Heide       | 1      | Binnendüne                                     | 1988             | Wissenschaftliche Gründe Naturgeschichtliche Gründe Landeskundliche Gründe Erdgeschichtliche Gründe | | BW |